# Tejado abovedado
|                                   |  |
| Dos tipos de cubiertas abovedadas |  |

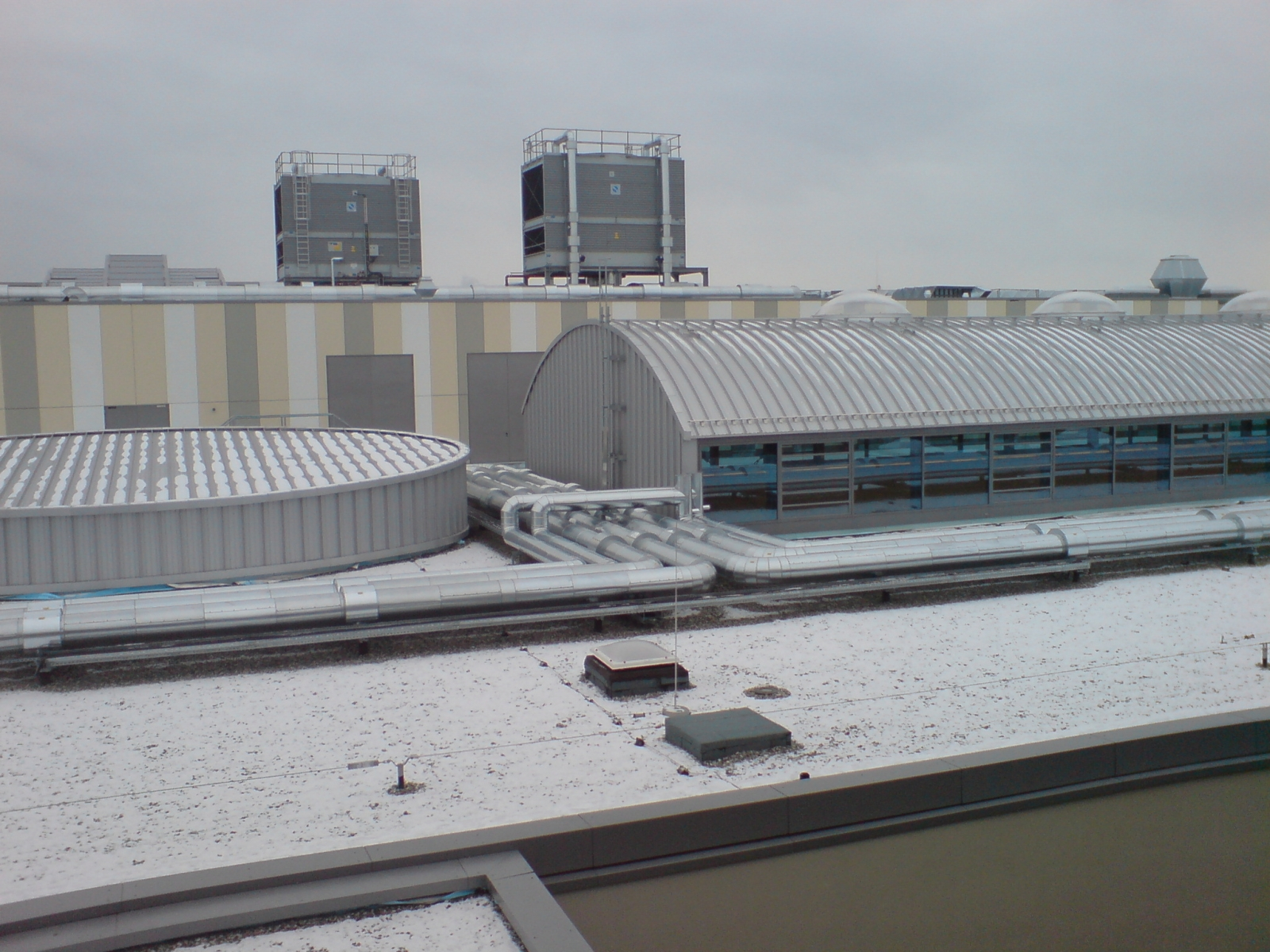
Un techo abovedado con tragaluces en el centro comercial Loop5 en Darmstadt, Alemania

Un tejado abovedado es una cubierta curva, cuya forma se asemeja a la mitad superior de un barril tumbado cortado por la mitad. Tienen algunas ventajas con respecto a las cúpulas, como el permitir el cubrimiento de edificios de planta rectangular, debido a su sección transversal uniforme.
Las bóvedas de cañón son una forma particular de cubierta abovedada, caracterizada por emplear una sección semicircular.